# Grothusen Kog
Grothusen Kog (dansk) eller Grothusenkoog (tysk) er en landsby og kommune i det nordlige Tyskland under Kreis Nordfriesland i delstaten Slesvig-Holsten. Byen er beliggende 13 kilometer vest for Tønning på halvøen Ejdersted. Kogen blev inddiget i 1693 og er opkaldt efter general Grothusen.
Kommunen samarbejder på administrativt plan med andre kommuner i Ejdersted kommunefællesskab (Amt Eiderstedt).